# Gaig becgròs atzurat
El gaig becgròs atzurat (Eurystomus azureus) és una espècie d'ocell de la família dels coràcids (Coraciidae) que habita boscos i sabanes de les Moluques Septentrionals.